# Липова (присілок)
Ли́пова (рос. Липовая, чув. Çăкалăх) — присілок у Чувашії Російської Федерації, у складі Совєтського сільського поселення Ядринського району.
Населення — 158 осіб (2010; 185 в 2002, 260 в 1979, 276 в 1939, 134 в 1926, 168 в 1897, 163 в 1858).

## Історія
Історична назва — Нова Шуматова. До 1866 року селяни мали статус державних, займались землеробством, тваринництвом. 1930 року створено колгосп «Новий побут». До 1927 року присілок входив до складу Шуматовської волості Ядринського повіту, після переходу 1927 року на райони — у складі Ядринського району, з 1939 по 1956 роки — у складі Совєтського району, після ліквідації якого повернуто до складу Ядринського району.

## Господарство
У присілку діють клуб та магазин.